# Anca Ileana Ilinoiu
Anca Ileana Ilinoiu (n. 10 august 1967, București) este o expertă în relații internaționale, care deține în prezent funcția de consilier prezidențial la Departamentul Relații Internaționale al Administrației Prezidențiale (din 2006).

## Biografie
Anca Ileana Ilinoiu s-a născut la data de 10 august 1967, în municipiul București. A absolvit cursurile Facultății de Comerț, specializarea relații economice internaționale din cadrul Academiei de Studii Economice din București (1992) și apoi studii postuniversitare de relații internaționale organizate de către Ministerul Educației Naționale și Ministerul Afacerilor Externe (1995).
Și-a perfecționat pregătirea în domeniul diplomatic, urmând un curs de perfecționare diplomatică la Centrul de perfecționare politică și diplomatică al Universității din Leeds (Marea Britanie) în anul 1994, precum și o activitate de cercetare în domeniul neproliferării armelor de distrugere în masă la Institutul de cercetări în domeniul neproliferării din Washington DC în anul 1995. În prezent, este doctorand în relații economice internaționale la Academia de Studii Economice din București.
După absolvirea facultății, a lucrat în cadrul Ministerului Afacerilor Externe, îndeplinind următoarele funcții: expert la Direcția Dezarmare (1992-1995), expert la Direcția NATO (1995-1998), expert la Ambasada României la Haga (1996-1997), director la Direcția OSCE și Cooperare Regională (1998-1999) și director la Direcția OSCE (1999-2001).
Promovează treptat în diferite funcții de conducere din cadrul ministerului, fiind promovată ca director general la Direcția Generală OSCE, Consiliul Europei și Cooperare regională (2001-2003), consilier al ministrului afacerilor externe (2003-2004) și director general la Direcția Generală Afaceri Politice și Economice (2004-2005).
În ianuarie 2005, Anca Ilinoiu a fost numită în funcția de consilier de stat la Departamentul Relații Internaționale al Administrației Prezidențiale, apoi la 30 decembrie 2005 devine consilier prezidențial .
Într-un interviu din aprilie 2006, fostul ministru de externe Andrei Pleșu o caracteriza astfel: "Consilierul prezidențial de acum, Anca Ilinoiu, adjunctul meu când eram la Cotroceni, este un om extrem de bine pregătit profesional. Adică din punct de vedere tehnic, ea poate livra orice informație și orice procedură de care un președinte are nevoie ca să funcționeze bine. Evident, cu condiția ca lucrurile pe care le livrează să fie luate în considerație" .

## Distincții
Ca semn de apreciere a activității sale profesionale și pentru servicii deosebite aduse în politica externă a țării, Anca Ilinoiu a primit următoarele titluri: 
- Ordinul Național “Serviciul Credincios” în grad de Ofițer (1 decembrie 2000 [3])
- Diploma de excelență pentru gestionarea președinției OSCE (2001)

## Lucrări publicate
- Risk Report (Washington, october 1995)
- Non-proliferation and export control in Romania